# Войцехович, Алексей Иванович
Алексей Иванович Войцехович (1805—1881) — российский государственный деятель, сенатор. Действительный тайный советник (1871). Член Государственного совета Российской империи (1872).

## Биография
Родился в семье действительного статского советника и Пензенского вице-губернатора И. А. Войцеховича. В 1825 году после окончания с золотой медалью Благородного пансиона при Московском университете начал службу  в Департаменте Главного управления духовных дел иностранных исповеданий. С 1828 года  служил чиновником в Департаменте полиции, а с 1830 года зачислен в штат Святейшего Синода.
С 1839 года камергер Двора Его Императорского Величества и управляющий канцелярии Святейшего Синода. В 1841 году  произведён в действительные статские советники, в 1853 году произведён в  тайные советники. С 1854 по 1881 годы  сенатор присутствующий и первоприсутствующий в Общем собрании 3-го, 4-го, 5-го, Межевого департаментов, Кассационного гражданского департамента и Департамента герольдии Правительствующего Сената и действительный член Императорского человеколюбивого общества.
В 1871 году произведён в действительные тайные советники. С 1872 года  член Государственного совета Российской империи.
Был награждён всеми российскими орденами вплоть до ордена Святого Александра Невского с бриллиантовыми знаками пожалованные ему 21 февраля 1876 года.

## Семейная связь
- Брат Андрей — действительный статский советник, управляющий Курской палатой государственных имуществ.